# T.J. Wørishøffer
Torben Johan Wørishøffer (11. juni 1870 i København – 12. maj 1953) var en dansk officer.
Han var søn af oberst Theodor Wørishøffer og hustru født Jensen, blev sekondløjtnant 1891, premierløjtnant 1893, i Generalstaben 1905-09, blev kaptajn 1909, forsat til Generalstaben 1911, chef for Krigsministeriets Mobiliseringskontor 1911-21, oberstløjtnant 1919, kommandør for 17. bataljon 1921, stillet til rådighed for 4. regiment 1924, chef for 8. regiment 1925, blev oberst 1927 og fik afsked 1932. Wørishøffer var kammerjunker, Kommandør af 2. grad af Dannebrogordenen og Dannebrogsmand. Han bar også udenlandske ordener.
Wørishøffer var formand for Roskilde-Køge og Omegns Dansk Røde Kors Afdeling 1926-32, ærespræsident for Foreningen 8. Regiment, medlem af bestyrelsen for Nyborg Pakhusforretning og for Ejendomsakts. Bremergaarden.
Han blev gift 20. oktober 1899 med Karen Emilie Bøttern (4. august 1879 - ?), datter af konsul V. Bøttern (død 1909) og hustru født Pagh (død 1930).